# Беверидж, Аннетт
Аннетт Сюзанна Беверидж (англ. Annette Susannah Beveridge, урождённая Акройд; род. 13 октября 1842 года, Стоурбридж, Вустершир, Англия) — британский востоковед, известная своими переводами Хумаюн-Наме и Бабур-Наме.

## Происхождение и образование
Аннет Акройд родилась в графстве Вустершир, в городе Стаурбридж, Англия. Отец Аннетт, Уильям Акройд, был унитарианским промышленником и в 1849 году участвовал в создании Бедфордского колледжа в Лондоне, где в 1863 году Аннет закончила свое обучение.

## Работа в Индии
В октябре 1872 года она отплыла в Британскую Индию. Около 1875 года она была вовлечена в публичный спор с Кешубом Чандра Сеном, индийским философом и социальным реформатором, который пытался включить христианскую теологию в рамки индуистской мысли. Акройд была шокирована его идеями, так как Сен, выступавший за женское образование в Англии, вернувшись в Индию, отказывал женщинам в праве на образование. Этот спор привлек внимание местной прессы и повлиял на школу Бетьюна. Акройд также была встревожена идеями таких соратников Сена, как Биджой Кришна Госвами, Агхор Натх Гупта и Гоур Говинда Рэй, которые были традиционными индуистами и выступали против права женщин получать образование.

У мистера Сена было сильное предубеждение против университетского образования, по сути, против того, что обычно считается высшим образованием женщин. Он возражал против преподавания им таких предметов, как математика, философия и естественные науки, в то время как члены передовой партии хотели дать своим дочерям и сестрам полноценное высшее образование. Они не были против своего университетского образования и не были расположены к тому, чтобы делать большую разницу в образовании между мужчинами и женщинами. Не было никакой надежды на компромисс между двумя такими  сильными школами мысли, поэтому Радикальная партия приступила к созданию отдельной женской школы, названной Хинду Махила Видьялайя для обучения взрослых и молодых леди, принадлежащих к их партии. Успешная работа этой школы под руководством Мисс Акройд, впоследствии Миссис Беверидж, привлекла большое внимание общественности и была высоко оценена чиновниками правительства. Эта школа прекрасно работала в течение многих лет и впоследствии функционировала под именем Банга Махила Видьялайя и была, наконец, объединена с Бетьюнским женским колледжем, в который она направила некоторых из своих самых выдающихся учеников.

## Переводческая деятельность
Аннет Беверидж перевела дневники первого могольского императора Бабура, Бабур-наме, опубликовав их в четырёх книгах с 1912 по 1922 год. При переводе она использовала как персидские, так и тюркские источники.
Она также перевела биографию второго императора Великих Моголов, Хумаюна, с персидского на английский. Мемуары написала его сестра Гульбадан Бегум, которую Беверидж ласково называла «Принцесса Роза». Среди других её переведенных работ — «Ключ к сердцам начинающих», 1908.

## Семья
Муж: Генри Беверидж (1837—1929), судья Индийской гражданской службы.
Дети:
- Аннет Джейн Беверидж (ум. 1956); муж: Ричард Генри Тоуни (1880—1962)[10].
- Уильям Беверидж (5 марта 1879 — 16 марта 1963), барон Беверидж, экономист[11].